# Thulin Typ NA
Thulin Typ NA var ett svenskt jaktflygplan som konstruerades och tillverkades vid A.B. Enoch Thulins Aeroplanfabrik (AETA) i Landskrona.
Trots att flygplanet till det yttre är likt Typ N avviker det i konstruktionen helt från tidigare AETA-flygplan. Flygplanet kom att bli Enoch Thulins sista konstruktion och AETA:s sista tillverkade flygplan.
Flygplanet var dubbeldäckat med det undre vingparet monterat i underkant av flygplanskroppen. Den övre vingen bars upp av fyra stycken vingstöttor och fyra sneda stöttor från flygplanskroppen mot vingen. Både den övre och den undre vingen var försedda med skevroder som var sammanbundna med en stötstång. Flygplanskroppen var försedd med en öppen sittbrunn där man satt i en tandemplacering. Flygplanskroppen är tillverkad i en fackverkskonstruktion av svetsade stålrör. Hjullandstället var fast med en sporrfjäder under höjdrodret. Flygplanet tillverkades i ett prototypexemplar, men på grund av freden efter första världskriget var marknaden för flygplan mättad och någon serietillverkning kom inte igång.
Flygplanet förvarades i en hangar på Ljungbyhed men efter Enoch Thulins död 1919 blev flygplanet inte använt. Under sommaren 1921 iordningställs flygplanet och den tyske flygaren A von Bismarck genomför en provflygning. Flygplanet finns idag bevarat på Landskrona museum.   